# Soldatinnen- und Soldaten-Gleichbehandlungsgesetz
Das Gesetz über die Gleichbehandlung der Soldatinnen und Soldaten (Soldatinnen- und Soldaten-Gleichbehandlungsgesetz - SoldGG) ist ein deutsches Bundesgesetz, das gleichzeitig mit dem Allgemeinen Gleichbehandlungsgesetz in Kraft trat. Es darf nicht mit dem Soldatinnen- und Soldatengleichstellungsgesetz verwechselt werden. 

## Inhalt
Das Gesetz gilt für Soldaten sowie Personen, die zu einer Einberufung zum Wehrdienst nach Maßgabe des Wehrpflichtgesetzes heranstehen oder die sich um die Begründung eines Wehrdienstverhältnisses auf Grund freiwilliger Verpflichtung bewerben (persönlicher Geltungsbereich).
Ziel des Gesetzes ist es, Benachteiligungen aus Gründen der Rasse, der ethnischen Herkunft, der Religion, der Weltanschauung oder der sexuellen Identität für den Dienst als Soldat zu verhindern oder zu beseitigen sowie Soldaten vor Benachteiligungen auf Grund des Geschlechts in Form von Belästigung und sexueller Belästigung im Dienstbetrieb zu schützen. Die vom Geltungsbereich erfassten Personen dürfen aus diesen Gründen nicht benachteiligt werden. Schwerbehinderte Soldaten dürfen bei einer Maßnahme, insbesondere beim beruflichen Aufstieg oder bei einem Befehl, nicht wegen ihrer Behinderung benachteiligt werden, sofern nicht eine bestimmte körperliche Funktion, geistige Fähigkeit oder seelische Gesundheit wesentliche und entscheidende berufliche Anforderung ist.
Das Gesetz findet Anwendung auf Maßnahmen bei der Begründung, Ausgestaltung und Beendigung eines Dienstverhältnisses und beim beruflichen Aufstieg sowie auf den Dienstbetrieb, den Zugang zu allen Formen und Ebenen der soldatischen Ausbildung, Fort- und Weiterbildung und beruflicher Förderungsmaßnahmen einschließlich der praktischen Berufserfahrung sowie die Mitgliedschaft und Mitwirkung in einem Berufsverband oder in einer sonstigen Interessenvertretung von Soldaten.
Eine unterschiedliche Behandlung im Sinne einer Bevorzugung ist nach dem Gesetz zulässig, wenn durch geeignete und angemessene Maßnahmen tatsächliche Nachteile verhindert oder ausgeglichen werden sollen.
Das Gesetz bestimmt eine Beweislastumkehr, wenn im Streitfall die eine Partei Indizien beweist, die eine Benachteiligung vermuten lassen. Dann trägt die andere Partei die Beweislast dafür, dass kein Verstoß gegen die Bestimmungen zum Schutz vor Benachteiligung vorgelegen haben.

## Gliederung
- Abschnitt 1 – Allgemeiner Teil
  - Unterabschnitt 1 – Verbot der Benachteiligung
  - Unterabschnitt 2 – Organisationspflichten des Dienstherrn
  - Unterabschnitt 3 – Rechte der vom persönlichen Geltungsbereich umfassten Personen
- Abschnitt 2 – Schutz vor Benachteiligungen
- Abschnitt 3 – Rechtsschutz
- Abschnitt 4 – Ergänzende Vorschriften

## Änderungen

### 1. Änderung
Mit dem „Gesetz zur Änderung des Betriebsrentengesetzes und anderer Gesetze“ vom 2. Dezember 2006 (BGBl. I S. 2742) wurde in § 15 wird die Angabe „§ 1“ durch die Angabe „§ 1 Abs. 1 und 2 Satz 1“ ersetzt. § 18 Abs. 1 Satz 3 wurde insofern neu gefasst, dass die Formulierung „Macht … Tatsachen glaubhaft“ durch „Wenn … Indizien beweist“ ersetzt wurde.

### 2. Änderung
Durch die letzte Änderung durch den Artikel 4 des „Wehrrechtsänderungsgesetzes 2008“ vom 31. Juli 2008 (BGBl. I S. 1629) wurde § 1 Abs. 3 S. 2 wie folgt gefasst:
„Dies gilt auch für den Dienstherrn sowie für Personen und Gremien, die Beteiligungsrechte wahrnehmen, insbesondere für Gleichstellungsbeauftragte und deren Stellvertreterinnen.“